# Myathropa
Myathropa  (лат.) — род мух-журчалок из подсемейства Eristalinae или подрод  рода Mallota. 

## Распространение
Представители этого рода встречаются в Европе и Северной Африке.

## Экология и местообитания
Встретить взрослых мух можно с мая по сентябрь питающимися на цветках. Личинки питаются бактериями пропитанными водой органическим детритом в гнилых пнях деревьев.

## Виды
Включает три вида:
- Myathropa florea (Linnaeus, 1758)
- Myathropa semenovi (Smirnov, 1925
- Myathropa usta (Wollaston, 1858) = syn. Myathropa mallotiformis[4].